# Radicaal 168
Van de in totaal 214 Kangxi-radicalen heeft radicaal 168 de betekenis lengte en groei (lengtemaat). Het is een van de negen radicalen die bestaat uit acht strepen.
In het Kangxi-woordenboek zijn er 55 karakters die dit radicaal gebruiken.

## Karakters met het radicaal 168
| Strepen | Karakter |
| ------- | -------- |
| + 0     | 長 镸 长 |
| + 3     | 䦇 镹    |
| + 4     | 镺       |
| + 5     | 䦈 䦉 镻 |
| + 8     | 镼       |
| + 12    | 镽       |
| + 14    | 镾       |